# چمدان‌خردکن
چمدان‌خردکن (انگلیسی: The Baggage Smasher) یک فیلم کوتاه کمدی به کارگردانی راسکو آرباکل است که در سال ۱۹۱۴ منتشر شد.

## گزیدهٔ بازیگران
- راسکو آرباکل
- سسیل آرنولد